# Wappenzeichen in Deutschland
Ein Wappenzeichen ist ein nicht hoheitliches Signet, das einem offiziellen  Wappen ähnelt und im Gegensatz zu diesem von jedermann frei verwendet werden kann. Mit der Herausgabe eines eigens entwickelten Wappenzeichens kommen die meisten Bundesländer und auch manche Städte dem Wunsch von Privatpersonen, Vereinen oder Unternehmen nach, ihre Zugehörigkeit oder Verbundenheit zu „ihrem“ Land oder „ihrer“ Stadt anhand eines wappenähnlichen Zeichens zu dokumentieren. Wappenzeichen sind zumeist eine reduzierte, stilisierte und modernisierte Variante des offiziellen Wappens.
Die Länder Brandenburg, Niedersachsen und Mecklenburg-Vorpommern sehen anstelle eines Wappenzeichens ein sogenanntes Landeslogo vor. Das Landeslogo ist jeweils eine Bild-Wort-Marke – das Bildelement wird mit einem Schriftelement kombiniert. Landeslogos dürfen von Bürgern und Vereinen entweder gar nicht oder erst nach Genehmigung im Rahmen einer Nutzungsvereinbarung verwendet werden.
Landessymbol oder Landessignet sind weitere Bezeichnungen, die für Wappenzeichen von Ländern und für Landeslogos verwendet werden. Die Bezeichnung Landessymbol kann darüber hinaus auch für offizielle Wappen und Flaggen verwendet werden.

## Hintergrund
Offizielle Wappen sind Hoheitszeichen. Durch ihre hoheitliche Funktion ist die Führung der Wappen auf staatliche Einrichtungen beschränkt, wie Landesregierungen, Behörden und öffentliche Institutionen, die damit insbesondere Dokumenten einen amtlichen Charakter verschaffen können. Wappen dürfen nicht missbräuchlich verwendet werden. Um der Gefahr des Missbrauchs der offiziellen Wappen entgegenzuwirken, ist das unbefugte, auch teilweise Benutzen als Ordnungswidrigkeit mit Geldbuße bedroht.
Um eine missbräuchliche Verwendung eines offiziellen Wappens auszuschließen, wird beispielsweise auf Souvenirs häufig eine verfremdete Form des Wappens angebracht. In derselben Weise bieten Wappenzeichen die Möglichkeit, die Verbundenheit mit dem eigentlichen Wappenführer zum Ausdruck zu bringen, ohne das hoheitliche Wappen zu verwenden.

## Verwendung von Wappenzeichen

### Bundesländer
Wappenzeichen gibt es derzeit in 12 der 16 Bundesländer. In Bayern gibt es zwei Wappenzeichen: eines für das Land Bayern und eines für die Region Franken. In Sachsen wurden zwei Gestaltungen des Wappenzeichens entwickelt: eine moderne und eine klassische Version. Bei den Ländern Saarland, Sachsen und Sachsen-Anhalt wurde jeweils der Landesname als Schriftzug oberhalb des Wappenschildes hinzugefügt. Die Landesregierungen veröffentlichen außer den unten dargestellten farbigen Wappenzeichen meist noch eine schwarz-weiße Version (siehe Weblinks).

Landessymbol „Freistaat Bayern“[2]
Landessymbol „Freistaat Bayern“ – Franken
Landessymbol Berlins mit Berliner Bär[3]
Wappenzeichen Bremens[4]
Das Hamburg-Symbol[5]
Hessenzeichen[6]
Wappenzeichen von Nordrhein-Westfalen[7]
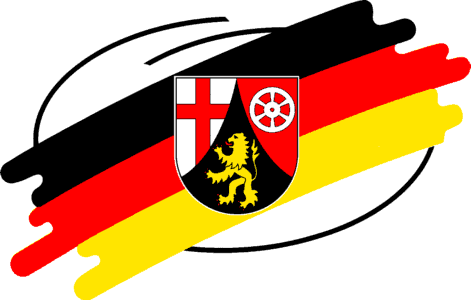
Wappenzeichen von Rheinland-Pfalz
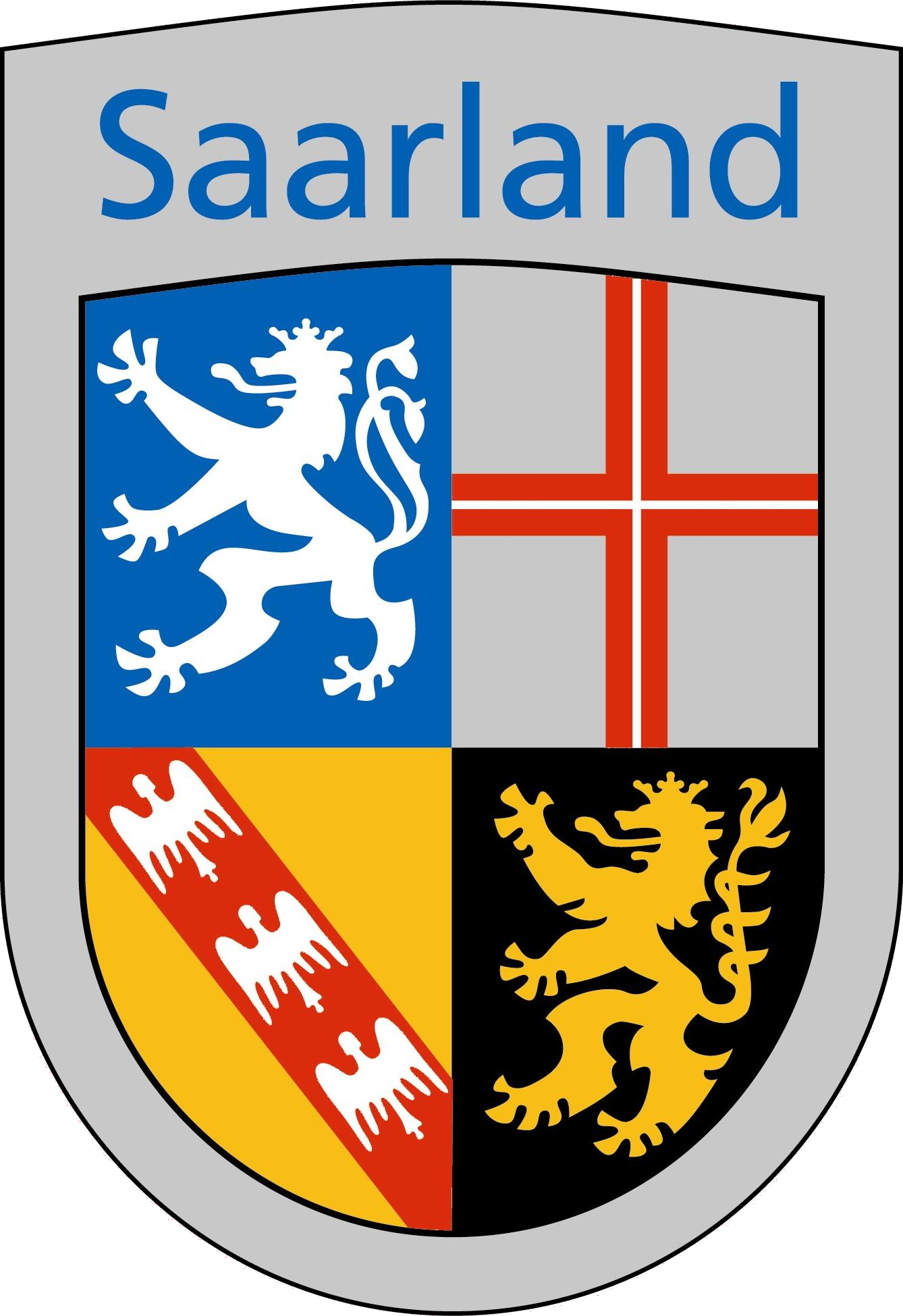
Landessymbol des Saarlands
Landessignet Sachsens (moderne Version)[10]
Landessignet Sachsens (historisierend)[10]
Landessymbol Sachsen-Anhalts[11]
Landessymbol Schleswig-Holsteins[12]
Signet des Freistaates Thüringen[13]

Das Baden-Württemberg-Signet wurde 2016 von der Landesregierung abgeschafft, die sich an der Ähnlichkeit zwischen dem Landeswappen und dem Signet gestört hatte.

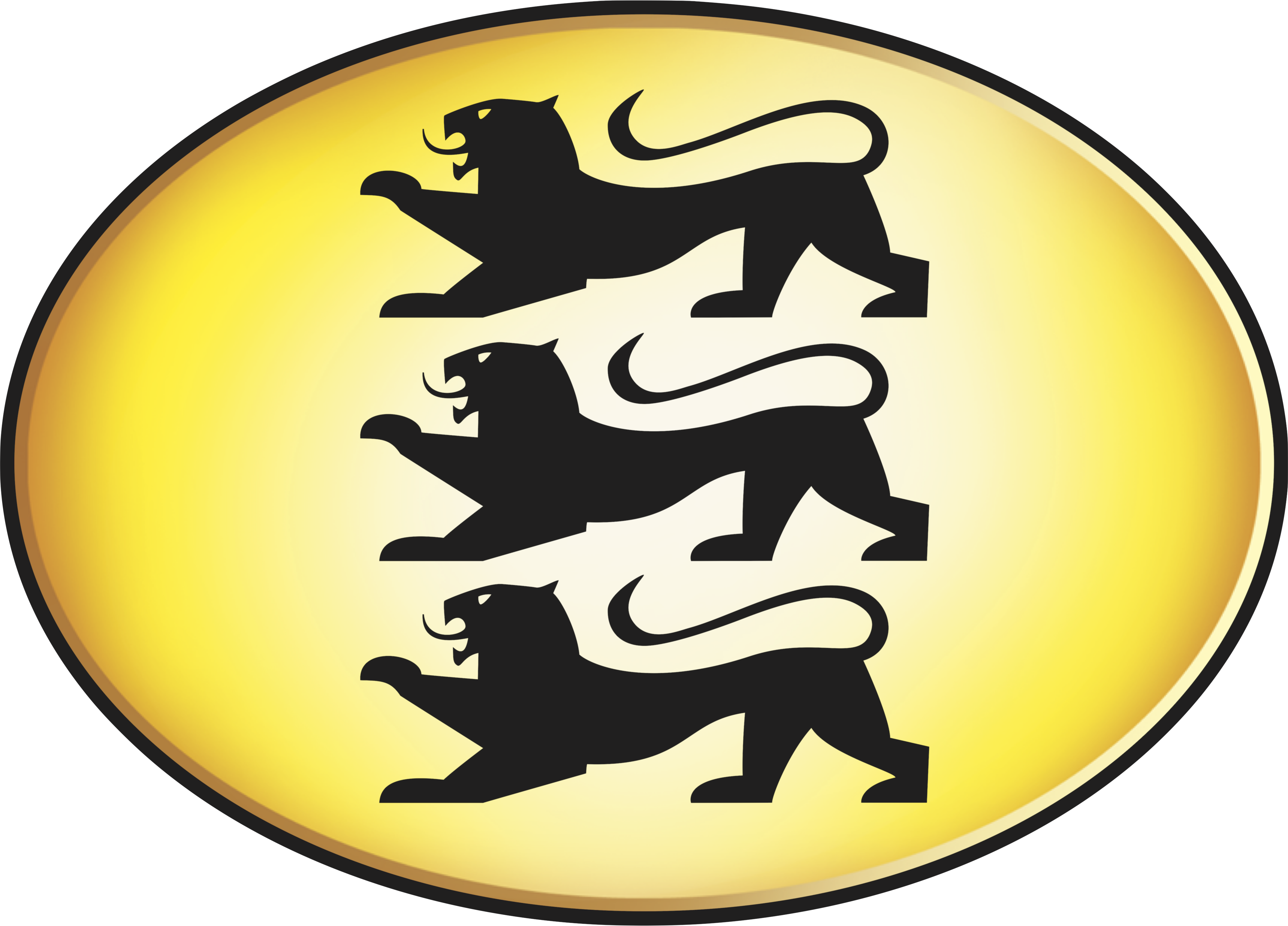
Baden-Württemberg-Signet[16] (bis 2016)
Zum Vergleich: Kleines Landeswappen

### Städte (Beispiel)

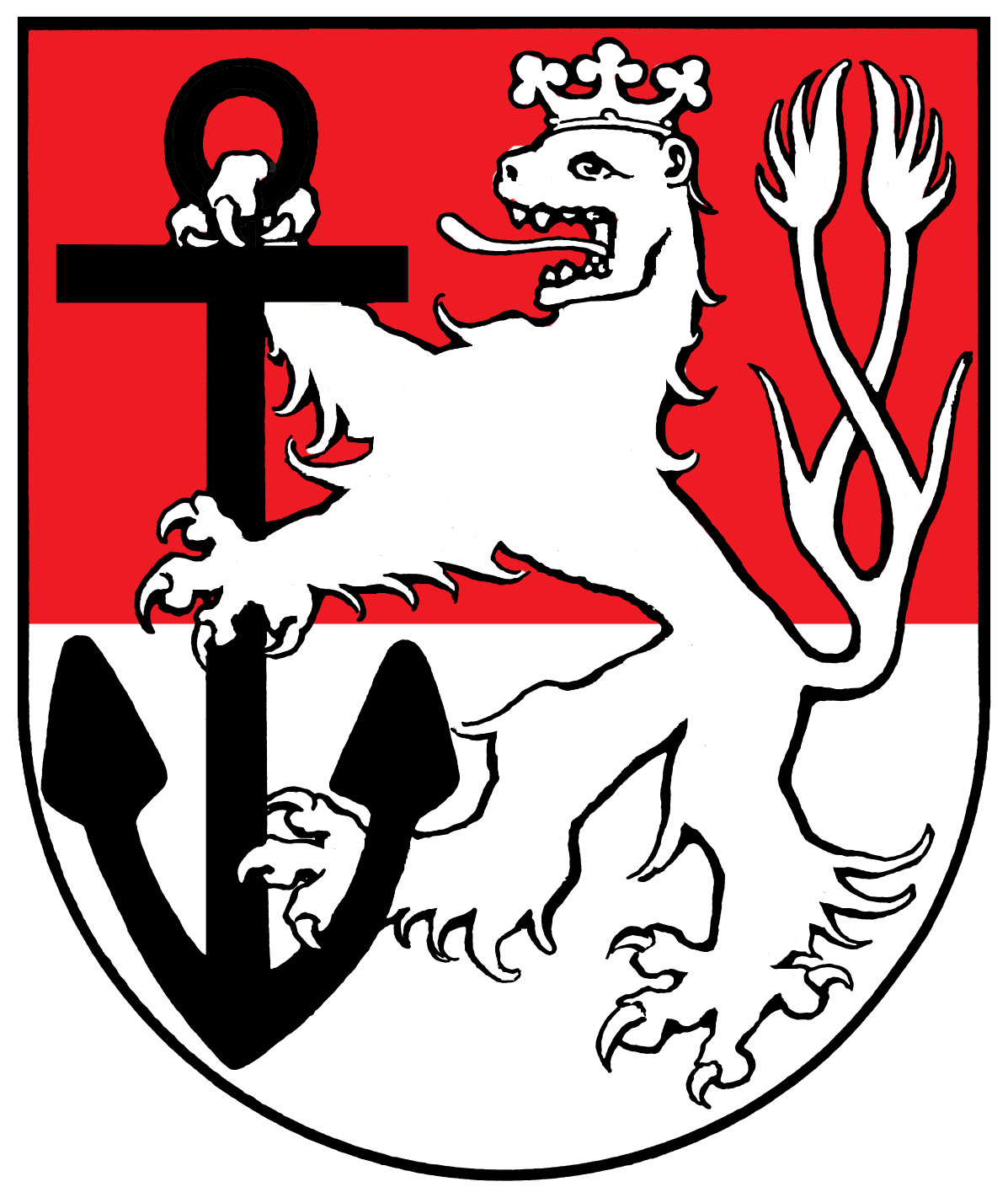
Wappenzeichen von Düsseldorf
Das frei verwendbare „Hamburg-Symbol“[18]

## Landeslogos
In Brandenburg und Niedersachsen besteht das Landeslogo aus einem stilisierten Wappentier und einem Schriftzug mit dem Namen des Landes. Im Landessignet von Mecklenburg-Vorpommern besteht das grafische Element aus vier Farben und erinnert damit eher an eine stilisierte Flagge; zu dem Namen des Landes tritt hier noch der Slogan „MV tut gut.“ hinzu. 

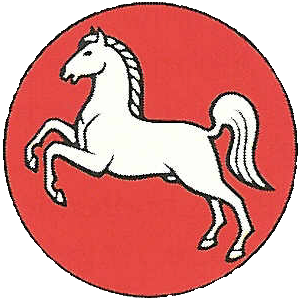
Ehemaliges Niedersachsen-Logo von 1990. Zum seit 2007 gültigen Niedersachsen-Zeichen mit Sachsenross und dem Schriftzug „Niedersachsen“ siehe Fußnote.
Landessignet von Mecklenburg-Vorpommern mit dem Slogan „MV tut gut.“[20]